# Archibald Acheson, V conte di Gosford
Archibald Charles Montagu Brabazon Acheson, V conte di Gosford (Londra, 26 maggio 1877 – New York, 20 marzo 1954), è stato un nobile e generale inglese.

## Biografia
Era il figlio maggiore di Archibald Acheson, IV conte di Gosford, e di sua moglie, Lady Louisa Montagu, dama di compagnia della regina Alessandra. I suoi nonni paterni erano Archibald Acheson, III conte di Gosford e Lady Theodosia Brabazon mentre i suoi nonni materni erano William Montagu, VII duca di Manchester e Louise von Alten. Dopo la morte di suo nonno nel 1890, sua nonna si risposò con Spencer Cavendish, VIII duca di Devonshire.

## Carriera
Lord Acheson entrò a far parte delle Coldstream Guards e promosso tenente il 19 dicembre 1901, ma si dimise alla fine di ottobre 1902. Dopo aver prestato servizio nella guerra boera (1899-1901) servì come governatore militare di Kimberley, Sud Africa (1900-1901) e nella prima guerra mondiale come tenente colonnello nelle Coldstream Guards. Fu insignito dell'Ordine di San Giovanni e di una Croce Militare negli onori del compleanno del re del 1915 . Nel 1918 prestò servizio come Assistente aiutante generale del Ministero della Guerra.
Alla morte di suo padre nel 1922, Lord Gosford successe alla contea.
In America, dove Lord Gosford visse per venticinque anni, aprì un'enoteca in 40 East 50 Street a Manhattan. Durante la seconda guerra mondiale, si unì alla New York City Patrol, che assisteva la polizia di New York in servizio notturno.

## Matrimoni

### Primo Matrimonio
Sposò, il 21 giugno 1910, Caroline Mildred Carter (2 marzo 1888-7 settembre 1965), figlia del diplomatico americano John Ridgely Carter. Ebbero cinque figli:
- Archibald Acheson, VI conte di Gosford (14 gennaio 1911-17 febbraio 1966)[10];
- Patricia Acheson (1913-agosto 1915)[2];
- Patrick Bernard Victor Montagu Acheson (4 febbraio 1915-13 giugno 2005), sposò Judith Bate Gillette, ebbero cinque figli[2];
- Lady Camilla Mildred Nicola Acheson (1917-), sposò in prime nozze Hans Schenk von Stauffenberg[2], ebbero tre figli, e in seconde nozze Axel von dem Bussche-Streithorst[2], ebbero due figli;
- Lady Mary Virginia Shirley Acheson (1919-1996), sposò Fernando Corcuera, ebbero cinque figli[2].

Nel 1927, Lord Acheson lasciò la sua prima moglie e andò a New York. La coppia divorziò nel 1928.

### Secondo Matrimonio
Sposò, il 1 ottobre 1928, Beatrice Clafin (?-1967), figlia di Arthur Clafin. Non ebbero figli. Beatrice era l'ex moglie di Robert Potter Breese e una nipote del mercante Horace Brigham Claflin.

## Morte
Lord Gosford morì al Flower and Fifth Avenue Hospital di New York il 20 marzo 1954. Fu sepolto nel cimitero di Maple Hill a Shaftsbury, nel Vermont, vicino alla sua casa estiva a South Shaftsbury.

## Ascendenza
|                                            |                                           |                                           | Genitori                                              |  |  | Nonni |  |  | Bisnonni                                  |  |  | Trisnonni                              |  |
|                                            |                                           |                                           |                                                       |  |  |       |  |  | 8. Archibald Acheson, II conte di Gosford |  |  | 16. Arthur Acheson, I conte di Gosford |  |
|                                            |                                           |                                           |                                                       |  |  |       |  |  | 8. Archibald Acheson, II conte di Gosford |  |  | 16. Arthur Acheson, I conte di Gosford |  |
|                                            |                                           | 17. Millicent Pole                        |                                                       |  |  |       |  |  | 8. Archibald Acheson, II conte di Gosford |  |  |                                        |  |
| 4. Archibald Acheson, III conte di Gosford |                                           |                                           |                                                       |  |  |       |  |  | 8. Archibald Acheson, II conte di Gosford |  |  |                                        |  |
|                                            |                                           | 9. Mary Sparrow                           | 18. Robert Sparrow                                    |  |  |       |  |  |                                           |  |  |                                        |  |
|                                            |                                           | 9. Mary Sparrow                           | 18. Robert Sparrow                                    |  |  |       |  |  |                                           |  |  |                                        |  |
|                                            |                                           | 9. Mary Sparrow                           | 19. Mary Bernard                                      |  |  |       |  |  |                                           |  |  |                                        |  |
| 2. Archibald Acheson, IV conte di Gosford  |                                           | 9. Mary Sparrow                           |                                                       |  |  |       |  |  |                                           |  |  |                                        |  |
|                                            |                                           | 10. John Brabazon, X conte di Meath       | 20. Anthony Brabazon, VIII conte di Meath             |  |  |       |  |  |                                           |  |  |                                        |  |
|                                            |                                           | 10. John Brabazon, X conte di Meath       | 20. Anthony Brabazon, VIII conte di Meath             |  |  |       |  |  |                                           |  |  |                                        |  |
|                                            |                                           | 10. John Brabazon, X conte di Meath       | 21. Grace Leigh                                       |  |  |       |  |  |                                           |  |  |                                        |  |
| 5. Theodosia Brabazon                      |                                           | 10. John Brabazon, X conte di Meath       |                                                       |  |  |       |  |  |                                           |  |  |                                        |  |
|                                            |                                           | 11. Melosina Adelaide Meade               | 22. John Meade, I conte di Clanwilliam                |  |  |       |  |  |                                           |  |  |                                        |  |
|                                            |                                           | 11. Melosina Adelaide Meade               | 22. John Meade, I conte di Clanwilliam                |  |  |       |  |  |                                           |  |  |                                        |  |
|                                            |                                           | 11. Melosina Adelaide Meade               | 23. Theodosia Magill                                  |  |  |       |  |  |                                           |  |  |                                        |  |
| 1. Archibald Acheson, V conte di Gosford   |                                           | 11. Melosina Adelaide Meade               |                                                       |  |  |       |  |  |                                           |  |  |                                        |  |
|                                            | 12. George Montagu, VI duca di Manchester | 24. William Montagu, V duca di Manchester |                                                       |  |  |       |  |  |                                           |  |  |                                        |  |
|                                            | 12. George Montagu, VI duca di Manchester | 24. William Montagu, V duca di Manchester |                                                       |  |  |       |  |  |                                           |  |  |                                        |  |
|                                            | 12. George Montagu, VI duca di Manchester | 25. Susan Gordon                          |                                                       |  |  |       |  |  |                                           |  |  |                                        |  |
| 6. William Montagu, VII duca di Manchester | 12. George Montagu, VI duca di Manchester |                                           |                                                       |  |  |       |  |  |                                           |  |  |                                        |  |
|                                            |                                           | 13. Millicent Sparrow                     | 26. Robert Bernard Sparrow                            |  |  |       |  |  |                                           |  |  |                                        |  |
|                                            |                                           | 13. Millicent Sparrow                     | 26. Robert Bernard Sparrow                            |  |  |       |  |  |                                           |  |  |                                        |  |
|                                            |                                           | 13. Millicent Sparrow                     | 27. Olivia French Acheson                             |  |  |       |  |  |                                           |  |  |                                        |  |
| 3. Louisa Montagu                          |                                           | 13. Millicent Sparrow                     |                                                       |  |  |       |  |  |                                           |  |  |                                        |  |
|                                            |                                           | 14. Karl Franz Viktor von Alten           | 28. Adolf Viktor Christian Jobst von Alten            |  |  |       |  |  |                                           |  |  |                                        |  |
|                                            |                                           | 14. Karl Franz Viktor von Alten           | 28. Adolf Viktor Christian Jobst von Alten            |  |  |       |  |  |                                           |  |  |                                        |  |
|                                            |                                           | 14. Karl Franz Viktor von Alten           | 29. Charlotte Louise Wilhelmine von Kinsky und Tettau |  |  |       |  |  |                                           |  |  |                                        |  |
| 7. Luise Fredericke Auguste von Alten      |                                           | 14. Karl Franz Viktor von Alten           |                                                       |  |  |       |  |  |                                           |  |  |                                        |  |
|                                            |                                           | 15. Hermine de Schminke                   | 30. Friedrich Christoph von Schminke                  |  |  |       |  |  |                                           |  |  |                                        |  |
|                                            |                                           | 15. Hermine de Schminke                   | 30. Friedrich Christoph von Schminke                  |  |  |       |  |  |                                           |  |  |                                        |  |
|                                            |                                           | 15. Hermine de Schminke                   | 31. Anna Helene Nebelthau                             |  |  |       |  |  |                                           |  |  |                                        |  |
|                                            |                                           | 15. Hermine de Schminke                   |                                                       |  |  |       |  |  |                                           |  |  |                                        |  |